# Коровяковка
Коровяковка — село в Глушковском районе Курской области. Административный центр Коровяковского сельсовета.

## История
Название села связано с именем первозаимщиков Коровяковских, служивых людей — дворян.
В рукописи № 120/167 библиотеки Архива Министерства иностранных дел под № 59 обозначены новики Новгорода Северского.
По 100 четвертей:
Богдан Иванов сын Коровяковской и Овдоким Фёдоров сын Озеров.
В путивльской десятне 1626 года указаны с размером жалованья Коровяковские — 4 человека, трое из которых родные братья.
По 350 четей по 8 рублёв —
Афонасий Романов сын Коровяковский.
По 9 рублёв —
Иван Романов сын Коровяковский.
По 8 рублёв —
Осип Семёнов сын Коровяковской.
По 6 рублев —
Осип Романов сын Коровяковский.
В годы Великой Отечественной войны село было оккупировано немцами, но боевых действий в нём не было.

## География

### Ближайшие населённые пункты

#### Села
- В сторону Украины — Попово-Лежачи, посёлок Теткино
- В сторону Курска — Карыж, Званное, посёлок Глушково

#### Города
- Рыльск (около 50 км)
- Сумы (около 70 км)

### Климат
Коровяковка, как и весь район, расположена в поясе умеренно континентального климата с тёплым летом и относительно тёплой зимой (Dfb в классификации Кёппена).
| Показатель                                                                       | Янв. | Фев. | Март | Апр. | Май  | Июнь | Июль | Авг. | Сен. | Окт. | Нояб. | Дек. | Год  |
| -------------------------------------------------------------------------------- | ---- | ---- | ---- | ---- | ---- | ---- | ---- | ---- | ---- | ---- | ----- | ---- | ---- |
| Средний суточный максимум, °C                                                    | −3,3 | −2,1 | 4    | 13,8 | 20   | 23,2 | 25,5 | 25   | 18,7 | 11,2 | 4,1   | −0,5 | 11,6 |
| Средняя температура, °C                                                          | −5,3 | −4,7 | 0,3  | 8,9  | 15,3 | 18,9 | 21,2 | 20,3 | 14,5 | 7,8  | 1,9   | −2,4 | 8,1  |
| Средний суточный минимум, °C                                                     | −7,7 | −7,8 | −3,8 | 3,5  | 9,6  | 13,5 | 16,1 | 15,1 | 10,2 | 4,4  | −0,4  | −4,6 | 4,0  |
| Норма осадков, мм                                                                | 49   | 43   | 48   | 48   | 61   | 69   | 78   | 50   | 56   | 53   | 48    | 48   | 651  |
| Источник: Погода по месяцам c ru.climate-data.org(дата обращения: Сентябрь 2021) |      |      |      |      |      |      |      |      |      |      |       |      |      |

## Население
В начале XXI века численность населения в Коровяковке составляла 638 человек.
| 2002 | 2010 |
| ---- | ---- |
| 703  | ↘522 |

## Транспорт
Коровяковка находится на автодорогe регионального значения 38К-040 (Хомутовка — Рыльск — Глушково — Тёткино — граница с Украиной), на автодорогах межмуниципального значения 38Н-706 (38К-040 — Коровяковка) и 38Н-163 (Коровяковка — Тяжино), в 10,5 км от ближайшей ж/д станции Тёткино (линии Хутор-Михайловский — Ворожба, Ворожба — Волфино). Остановка общественного транспорта.
В 172 км от аэропорта имени В. Г. Шухова (недалеко от Белгорода).

## Достопримечательности
- Коровяковская средняя общеобразовательная школа, расположенная на ул. Ленина.

## Известные жители
- Буняченко, Сергей Кузьмич (1902—1946) — полковник РККА (1938), а позднее генерал-майор ВС КОНР, родился в этом селе 5 октября 1902 года.